# (2214) Carol
(2214) Carol (1953 GF) – planetoida z pasa głównego asteroid okrążająca Słońce w ciągu 5,64 lat w średniej odległości 3,17 au. Odkryta 7 kwietnia 1953 roku.